# Xian de Chengmai
Le xian de Chengmai (澄迈县 ; pinyin : Chéngmài Xiàn) est un district administratif de la province chinoise insulaire de Hainan. Il est administré directement par la province.

## Démographie
La population du district était de 461 103 habitants en 1999.